# Wielka Synagoga w Warszawie

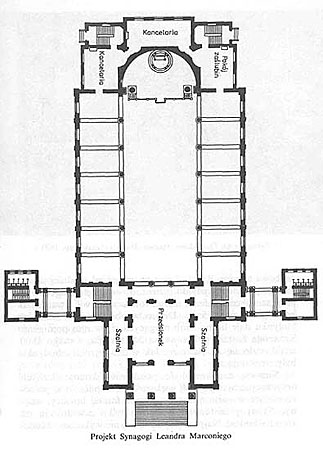
Plan synagogi

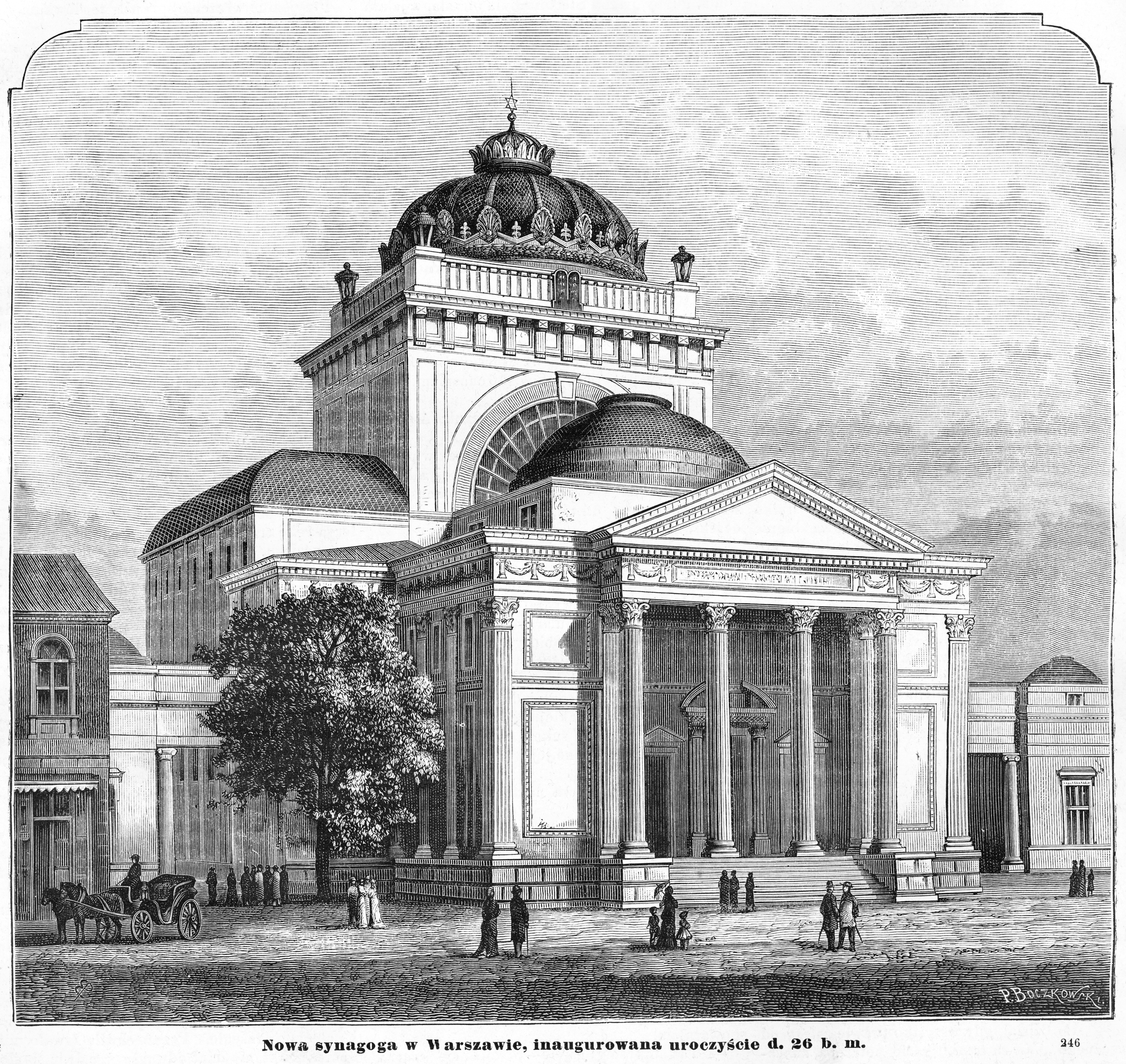
Synagoga zaraz po wybudowaniu w 1878. Drzeworyt z „Tygodnika Ilustrowanego”

Wielka Synagoga w Warszawie – nieistniejąca obecnie, największa synagoga znajdująca się w Warszawie, przy placu Tłomackie 7. Była symbolem judaizmu reformowanego Warszawy oraz jedną z najwspanialszych polskich budowli wzniesionych w XIX wieku.
Uroczyście otwarta 26 września 1878 w święto Rosz ha-Szana, czyli żydowski Nowy Rok. Została osobiście wysadzona przez Jürgena Stroopa dnia 16 maja 1943, co było ostatnim aktem niszczenia przez Niemców getta żydowskiego w Warszawie.

## Historia
W XVIII wieku w Europie Środkowej został zapoczątkowany ruch hebrajskiego oświecenia, tzw. haskala, z centrum w Berlinie. Zwolennicy tego ruchu, zgromadzeni wokół Mosesa Mendelssohna, propagowali m.in. nowoczesne nauczanie świeckie, podejmowanie pracy w zawodach nie związanych z handlem i rzemiosłem, żądając także emancypacji kobiet i unowocześnienia własnej kultury. Zwolennicy haskali chcieli w Warszawie otworzyć własny dom modlitwy, niezależny od licznych tu ortodoksyjnych wyznawców judaizmu. W ten sposób w roku 1802 wzniesiona została za ratuszem, mieszczącym się w tamtym czasie w pałacu Jabłonowskich, synagoga na ul. Daniłowiczowskiej, która już wkrótce okazała się za mała. W 1843 w jej miejscu powstała nowa synagoga, która podobnie jak i poprzednia już po kilkunastu latach była za ciasna.
Wśród oświeconych zwolenników haskali znajdowało się wielu ludzi zamożnych – bankierów, drukarzy, wydawców, prawników i lekarzy, których stać było na sfinansowanie budowy nowej synagogi. Rozpoczęło się poszukiwanie lokalizacji.

### Przed budową

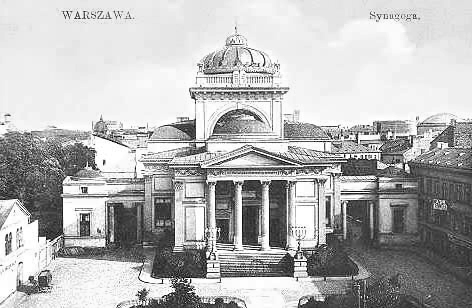
Synagoga, widok od strony ul. Tłomackie

Propozycja budowy nowej i większej synagogi padła 5 września 1859 z ust Ludwika Natansona, członka Komitetu budowy Synagogi na Daniłłowiczowskiej, przekształconego w 1870 w Komitet Budowy Synagogi. Jego propozycja natychmiast została przyjęta z uznaniem i od razu zaczęto przygotowywać się do zbierania funduszy oraz poszukiwania reprezentacyjnego miejsca pod budowę synagogi. 20 września 1860 Komitet wystosował prośbę do władz o pozwolenie na budowę synagogi, lecz odpowiedzi nie uzyskano. W lutym 1861 wystosowano kolejną prośbę, która zakończyła się pozwoleniem, ale pod warunkiem, że synagoga powstanie w pobliżu domów żydowskich.
Było wiele propozycji lokalizacji synagogi; komitet proponował, aby ją wznieść przy jednej z główniejszych ulic: Bielańskiej, Świętojerskiej lub Długiej. Magistrat proponował posesję przy ulicy Bielańskiej, w miejscu dawnego pałacu Kossowskich, czyli w głębi działki – co nie odpowiadało komitetowi. Ulokowanie synagogi przy ulicy Długiej prawdopodobnie nie wchodziło w grę ze względu na przepis z 1844, zabraniający stawiania żydowskiego domu modlitwy w odległości mniejszej niż 100 sążni, czyli około 170 metrów od cerkwi prawosławnej (jedyna wolna działka przy tej ulicy była położona blisko cerkwi katedralnej pw. Najświętszej Trójcy). Nie wiadomo, jak była brana pod uwagę działka przy ulicy Świętojerskiej. Kolejną propozycją było ulokowanie jej na działce przy ulicy Daniłłowiczowskiej z uwzględnieniem przebicia jej do ulicy Miodowej, lecz władze miejskie się nie zgodziły. Następnie proponowano plac na rogu ulic Elektoralnej i Orlej oraz plac przy ulicy Królewskiej, lecz obu transakcji nie sfinansowano. Ostatnią propozycją był plac Tłomackie, gdzie 5 maja 1872 zakupiono od Józefa Simmlera dwie XVII-wieczne kamienice, które później wyburzono, oraz około 11 tysięcy łokci kwadratowych ogrodu pałacu Mniszchów. Ta lokalizacja została pozytywnie przyjęta przez władze.
22 maja 1872 podjęto decyzję o rozpisaniu pierwszego konkursu architektonicznego, który rozpoczął się 11 lipca tegoż roku. Członkowie Komitetu mieli bardzo wielkie wymagania, a całość budowy miała kosztować 150 tysięcy rubli. Termin upływu przysyłania prac nastąpił 1 marca 1873. Przysłano 6 prac, które przed ocenieniem wystawiono w gmachu Zachęty. Pierwszą nagrodę w wysokości 750 rubli zdobył zespół Bronisław Żochowski i Teofil Lemke, a drugą w wysokości 300 rubli zdobył Jan Kacper Heurich. Wszystkie te projekty, w tym jeden w stylu klasycystycznym nie zostały jednak zaakceptowane przez członków komitetu, ponieważ nie spełniały wszystkich wymagań.
Na ten konkurs nadesłano dwie prace przedstawiające budowle w stylu mauretańskim. Nigdzie nie zostały one opublikowane i zapewne również się nie zachowały. Były to prace Jana Kacpra Heuricha oraz Jerzego Vöckla. Praca Heuricha została w „Izraelicie” scharakteryzowana pod numerem pierwszym: „[...] nader gustowny fronton, zwieńczony pośrodku kopułą, a po bokach dwiema smukłymi wieżycami” lub pod numerem szóstym. Projekt Vöckla: „[...] choć nie nagrodzony, uznano wówczas za powszechnie najcenniejszy, który z powodu jedynie kosztowności przerastającej siły finansowe przedsiębiorstwa nie mógł być przyjętym”.
Kolejny konkurs architektoniczny rozpisano w czerwcu 1873. Początkowo wygrał projekt synagogi w stylu egipskim Stanisława Adamczewskiego, lecz po raz kolejny projekt nie został zaakceptowany przez Komitet Budowy Synagogi. Następnie zamówiono projekt u znanego warszawskiego architekta Leandra Marconiego. 3 stycznia 1874 został on zaakceptowany przez namiestnika Królestwa, generała Fiodora Fiodorowicza Berga.

### Budowa

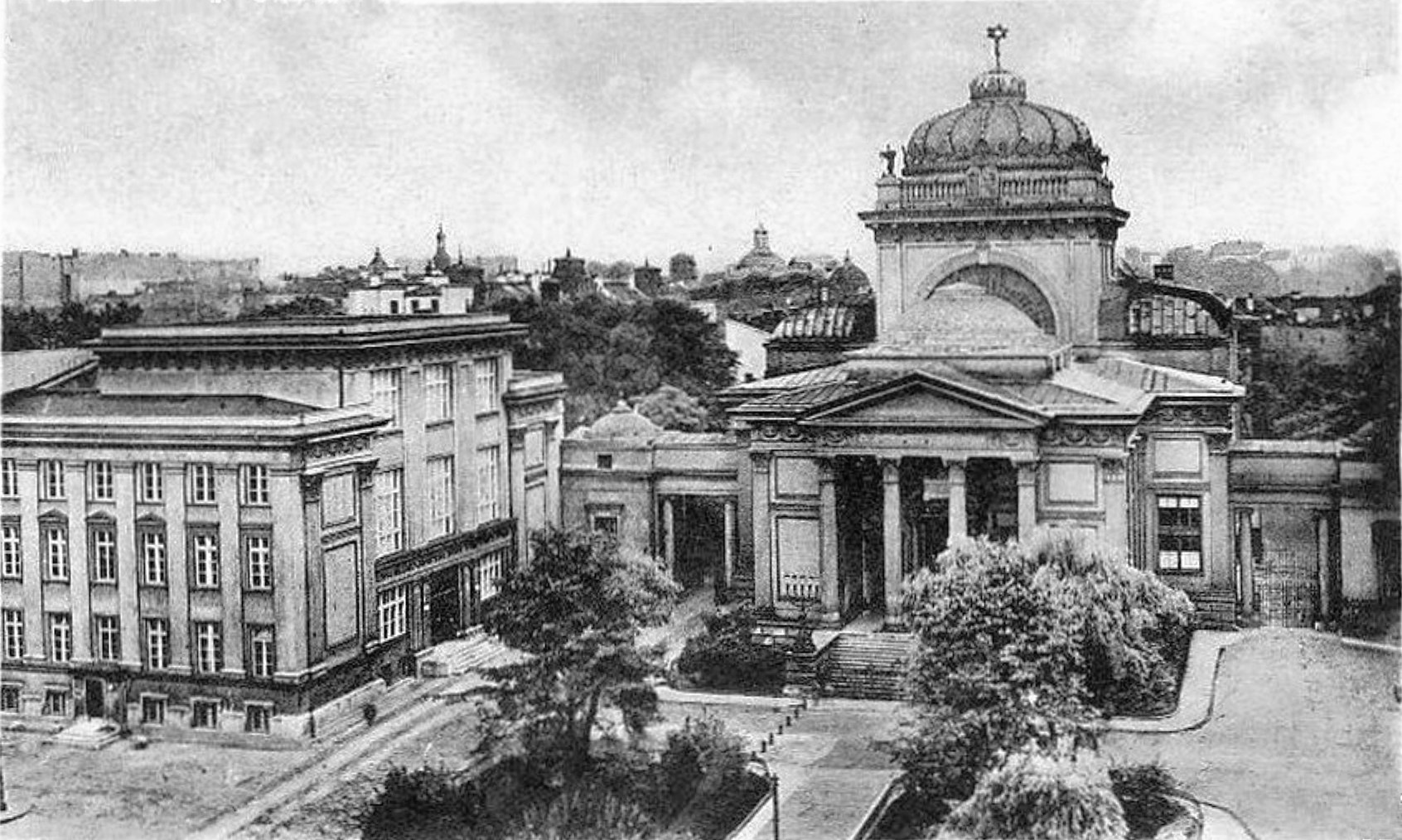
Widok od strony ul. Tłomackie

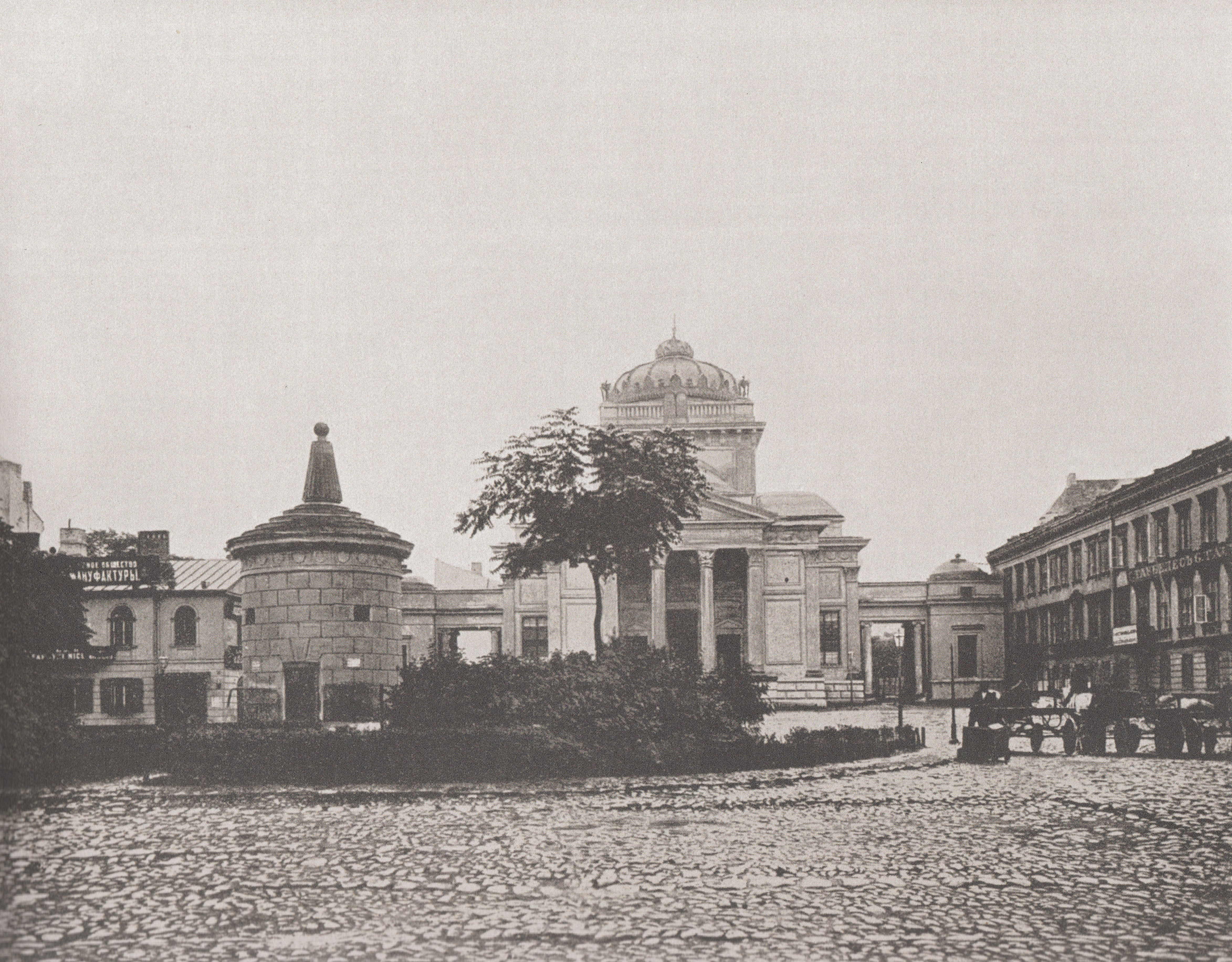
Synagoga widziana z poziomu placu, po lewej widoczny zachowany wodozbiór Gruba Kaśka

14 maja 1876 odbyła się uroczystość wmurowania kamienia węgielnego pod budowę synagogi. Już po rozpoczęciu budowy w otworze fundamentu umieszczono puszkę, zawierającą tekst z historią synagogi w językach polskim i hebrajskim. Cała budowa trwała dwa lata. Cegłę dostarczył i prace murarskie wykonał Kazimierz Granzow, właściciel posesji i budynku synagogi niemieckiej na Daniłłowiczowskiej, który kilka lat później przebudował ją na teatr.
Pod koniec budowy zabrakło pieniędzy na jej kontynuowanie, ale członkowie zarządu budowy synagogi zachęcali bogatych Żydów do podpisywania deklaracji na pożyczkę w obligacjach hipotecznych oraz do zbiórek w okolicznych kościołach. Tak więc udało się zebrać odpowiednią sumę i prace budowlane zostały dokończone. Całkowity koszt budowy wyniósł ostatecznie około 200 000 rubli.
Do dziś nie zostały odnalezione plany architektoniczne synagogi. Znane są tylko schematy rzutów parteru i poziomu galerii dla kobiet, opublikowane w numerze trzecim gazety „Architekt” z 1902 roku.

### Po otwarciu

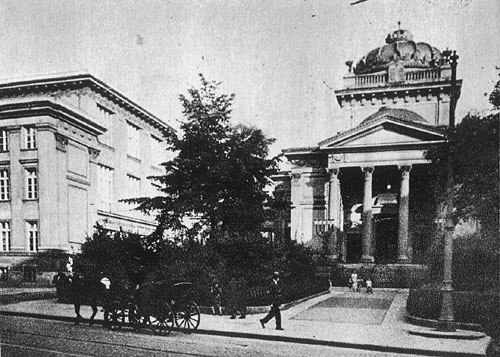
Widok z ulicy Tłomackie, po lewej stronie gmach Głównej Biblioteki Judaistycznej, obecnie siedziba Żydowskiego Instytutu Historycznego

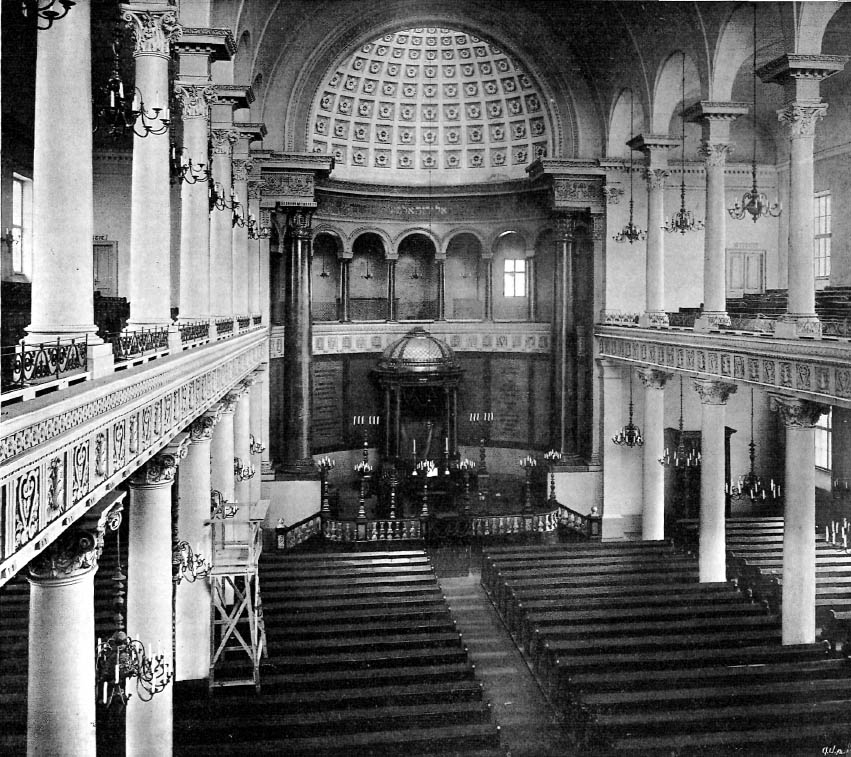
Wnętrze synagogi

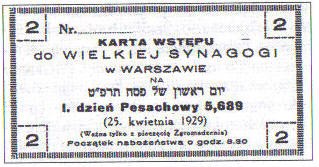
Karta wstępu do Synagogi z 1929

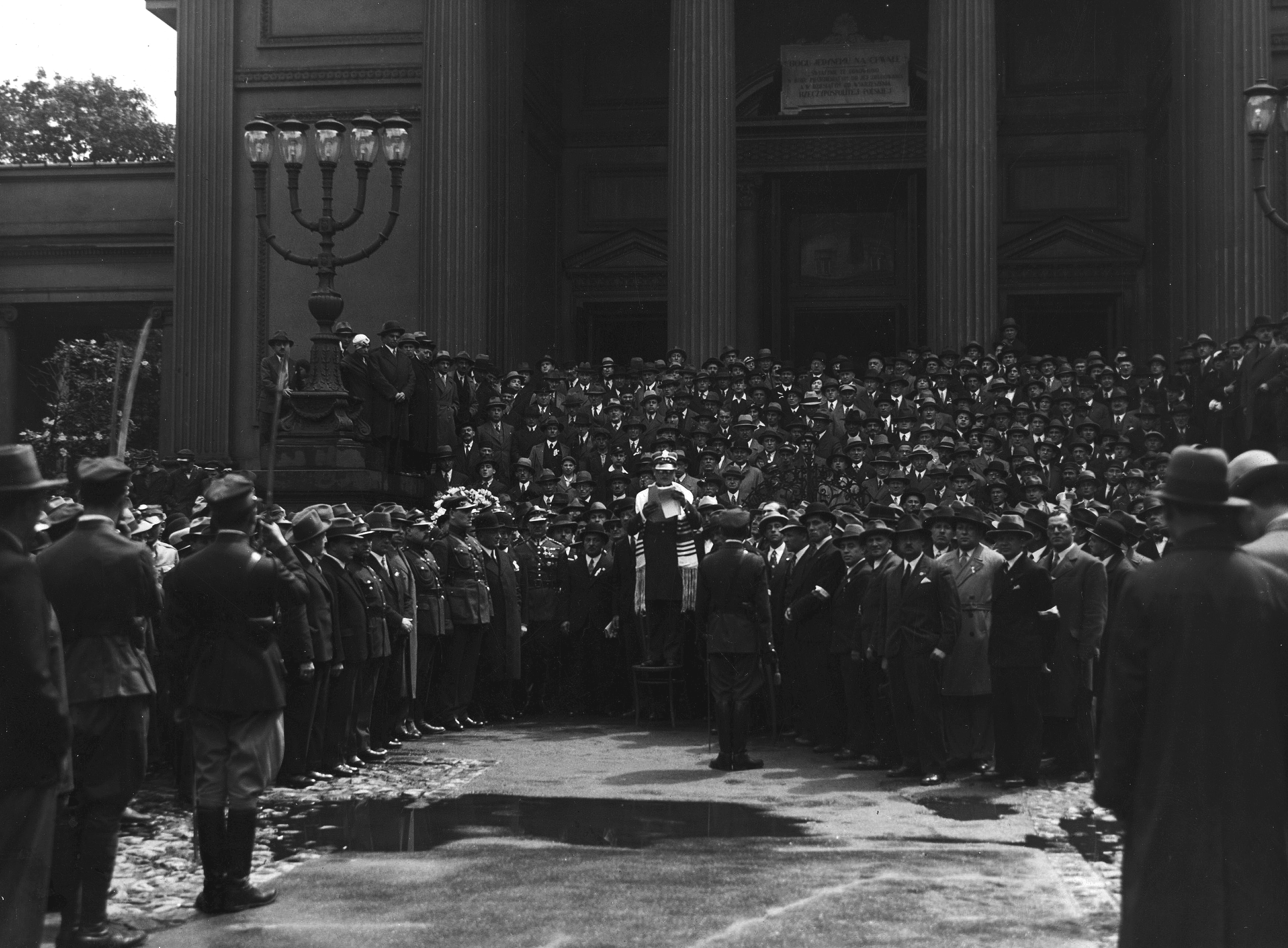
Rabin Baruch Steinberg przemawiający przed Wielką Synagogą na Tłomackiem w czasie apelu poległych w 1924 r.

Uroczyste otwarcie synagogi odbyło się 26 września 1878 w święto Rosz ha-Szana. W uroczystości uczestniczył rosyjski namiestnik hr. Paweł Kotzebue, którego przywitał Izaak Cylkow nie w języku rosyjskim, hebrajskim czy jidisz, lecz w polskim, co odebrano jako zgodę na wygłaszanie kazań w tym języku, gdyż Kotzebue podobno nie zaprotestował. Następnie Henryk Natanson zapalił wieczne światło przed Aron ha-kodesz.
Synagoga posiadała dokładnie 2200 miejsc siedzących, 1150 miejsc w sali głównej oraz 1050 miejsc w galerii dla kobiet. W synagodze znajdowały się również: biblioteka, posiadającą bardzo bogaty i cenny księgozbiór, starodruki oraz manuskrypty, do których zaliczyć należy: „Księgi pamiętnicze, rodzaj kronik spisywanych przez rabinów w Buczaczu i Rohatynie itp.”. Jej wieloletnim opiekunem był Mojżesz Moszkowski.
Za Aron ha-kodesz znajdowały się pomieszczenia kancelarii oraz pokój zaślubin. Synagoga była kojarzona ze światowej sławy chórem, który śpiewał przy akompaniamencie organów i innych instrumentów muzycznych. W 1922 Mieczysław Orłowicz pisał: W piątek o zmierzchu podczas nabożeństwa (wstęp możliwy też dla chrześcijan, panowie wchodzą na parter w kapeluszach na głowach, panie na galerie) produkcje dobrego chóru przy akompaniamencie organów.
Odbywały się w niej nie tylko nabożeństwa czysto religijne, ale również nabożeństwa z okazji odzyskania niepodległości przez Polskę, uchwalenia Konstytucji 3 Maja, rozpoczęcia roku szkolnego czy nabożeństwo żałobne w dniu śmierci Józefa Piłsudskiego. W 1909 przed synagogą urządzono niewielki skwer, obsadzonym krzewami i drzewami oraz otoczony kutym płotem. W latach 20. XX wieku synagoga przeszła pierwszą renowację: naprawiono dach, odnowiono elewacje boczne oraz częściowo frontową i ułożono stopnie wejściowe. Pracami kierował Maurycy Grodzieński. Po zakończeniu remontu na ścianie synagogi odsłonięto tablicę pamiątkową o treści: „Bogu jedynemu na chwałę gmach ten odnowiono w 50. roku jego zbudowania i 10 roku wskrzeszenia Rzeczypospolitej Polskiej”. W 1938 rozpoczęto kolejną renowację, lecz jej całkowicie nie ukończono.

### Zniszczenie

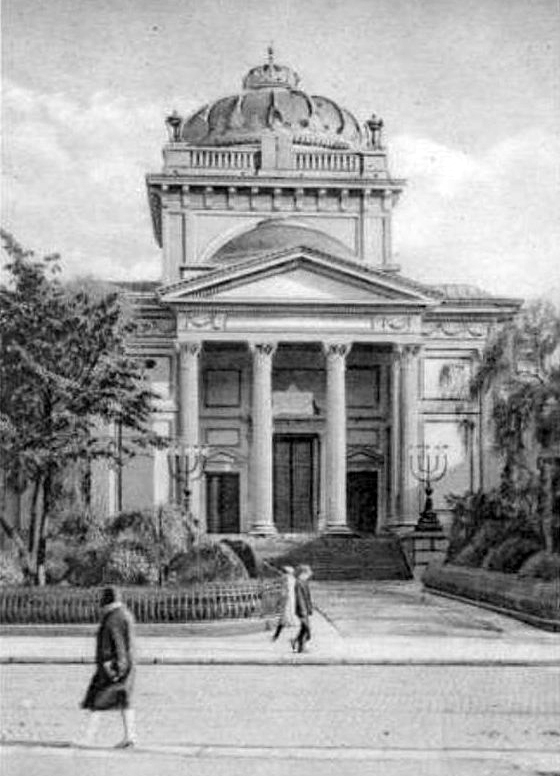
Synagoga na przedwojennej widokówce

Najtragiczniejszym okresem dla Wielkiej Synagogi była II wojna światowa. W 1940 po utworzeniu getta warszawskiego hitlerowcy przystąpili do niszczenia budynku, który znalazł się w jego obrębie. W połowie 1941 synagoga była już znacznie zdewastowana, w dachu były liczne dziury, większość wyposażenia została wywieziona lub zniszczona, kapitele i części architrawów zniszczone, a Aron ha-kodesz leżał powalony na ziemi.
20 maja 1941 władze niemieckie zezwoliły na otwarcie trzech synagog dla wiernych, w tym Wielkiej Synagogi. 27 kwietnia Adam Czerniaków zwołał komitet celem zbiórki funduszy na remont i ponowne uruchomienie synagogi.
31 maja 1941 w sobotę przed świętem Szawuot w synagodze odbyło się pierwsze nabożeństwo. 1 czerwca o godzinie 9.30 nastąpiło uroczyste otwarcie synagogi, na remont której przeznaczono ogromną sumę pieniędzy. Wniesienia Tory i dwukrotnego obejścia z nią synagogi dokonał osobiście Adam Czerniaków. Na zakończenie dnia w synagodze kantor dostał ataku paraliżu i odwieziono go do szpitala. Pod koniec lipca zorganizowano specjalny konkurs na stanowisko nadkantora dzielnicy warszawskiej.
19 października w synagodze odbył się koncert muzyki oratoryjnej z okazji Miesiąca Dziecka. Prezentowano liczne utwory chóralne do tekstów Starego Testamentu w wykonaniu Lewandowskiego, Naumburga, Bernsteina oraz Zilberca. Swoje utwory wykonał chór synagogalny pod batutą Mariana Neuteicha, wirtuoz skrzypcowy Henryk Reinberg, organista Izrael Fajwiszys, a partie solowe wykonali m.in. bas-baryton Goldner.
30 marca 1942 na polecenie Heinza Auerswalda synagoga została zamknięta, a jej klucze trafiły do Służby Porządkowej. Synagoga stała się miejscem tymczasowego lokowania Żydów zwożonych m.in. z okupowanych Czech.
W 1942, po zmniejszeniu obszaru getta, synagoga znalazła się poza jego obszarem. Ze względu na dużą powierzchnię budynku hitlerowcy urządzili w niej magazyn mebli i zrabowanego mienia żydowskiego. Magazynem kierował komisarz getta warszawskiego do spraw nieruchomości, Karol Nabe.
Kres istnienia synagogi nastąpił po krwawym stłumieniu powstania w getcie warszawskim, 16 maja 1943. Wtedy to o godzinie 20.15 została osobiście wysadzona w powietrze przez Jürgena Stroopa, co było symbolem ostatecznej likwidacji dzielnicy żydowskiej. Polecenie zniszczenia gmachu wydał Stroopowi Heinrich Himmler. Po zburzeniu Wielkiej Synagogi Stroop powiedział:

Piękną klamrą oficjalnego zamknięcia Wielkiej Akcji było wysadzenie w powietrze Wielkiej Synagogi. Przygotowania trwały 10 dni. Synagoga była gmachem solidnie zbudowanym. Stąd, aby ją za jednym zamachem wysadzić w powietrze, należało przeprowadzić pracochłonne roboty saperskie i elektryczne. Ależ to był piękny widok! Z punktu widzenia malarskiego i teatralnego obraz fantastyczny. Oficer saperów wręczył mi aparat elektryczny, wywołujący detonację ładunków wybuchowych. Przedłużałem chwilę oczekiwania. Wreszcie krzyknąłem: Heil Hitler! – i nacisnąłem guzik. Ognisty wybuch uniósł się do chmur. Przeraźliwy huk. Bajeczna feeria kolorów. Niezapomniana alegoria triumfu nad żydostwem. Getto warszawskie skończyło swój żywot. Bo tak chciał Adolf Hitler i Heinrich Himmler”

W wysadzonym gmachu wybuchł pożar, który ogarnął także sąsiadujący budynek Centralnej Biblioteki Judaistycznej (śladem po tym wydarzeniu są odbarwienia posadzki w holu na parterze).

### Okres powojenny

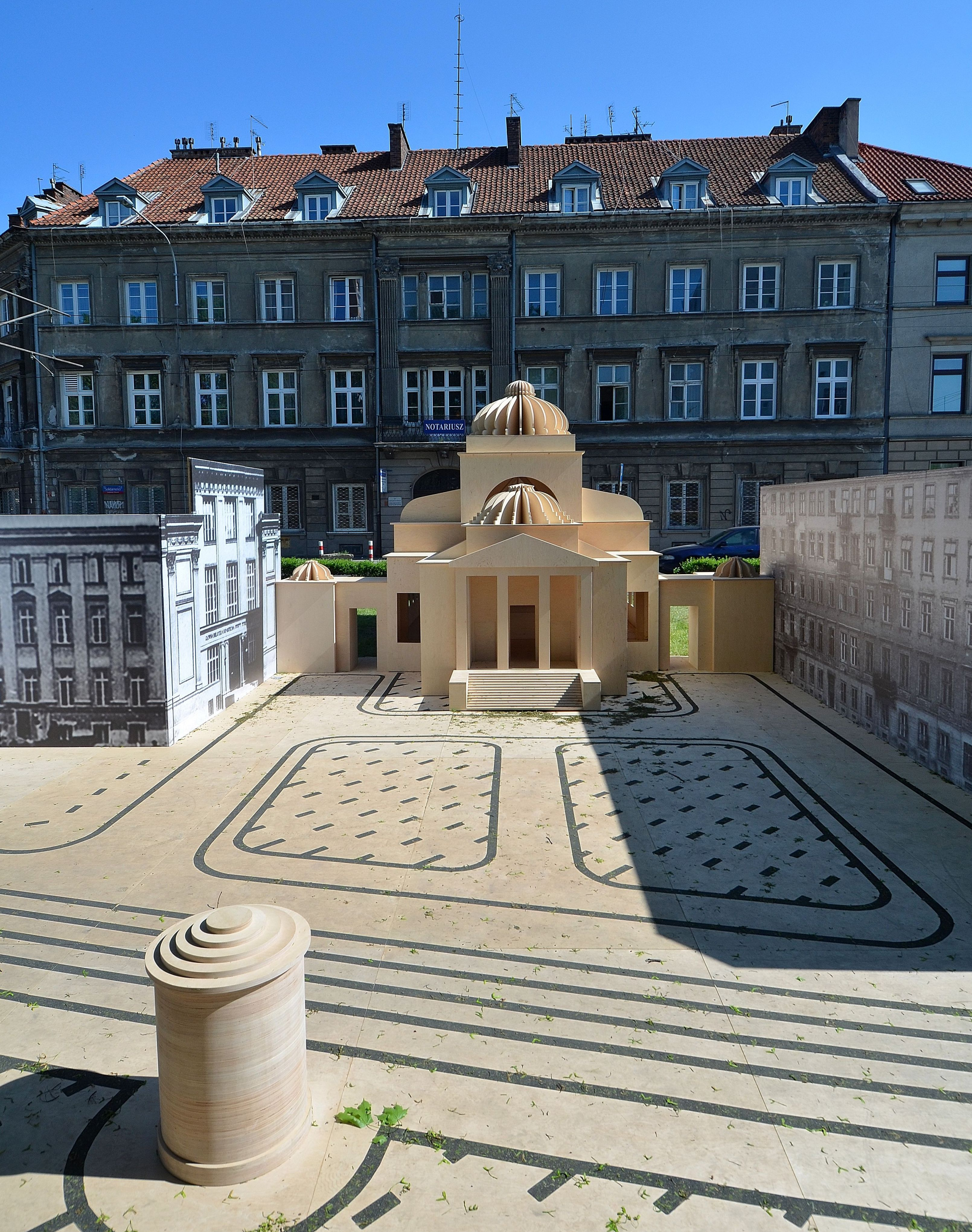
Instalacja Wielka Nieobecna (2013)

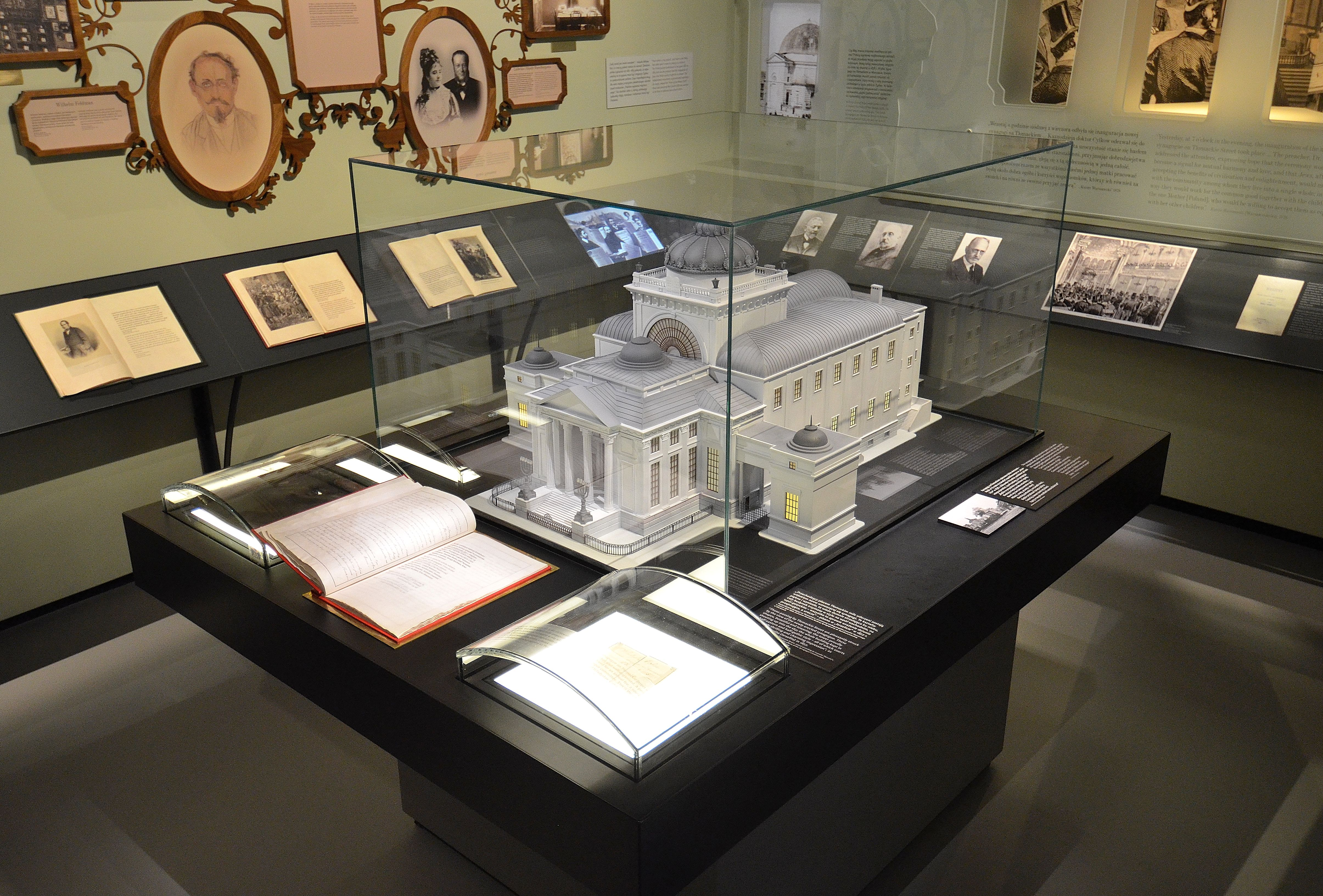
Makieta Wielkiej Synagogi na wystawie stałej w Muzeum Historii Żydów Polskich

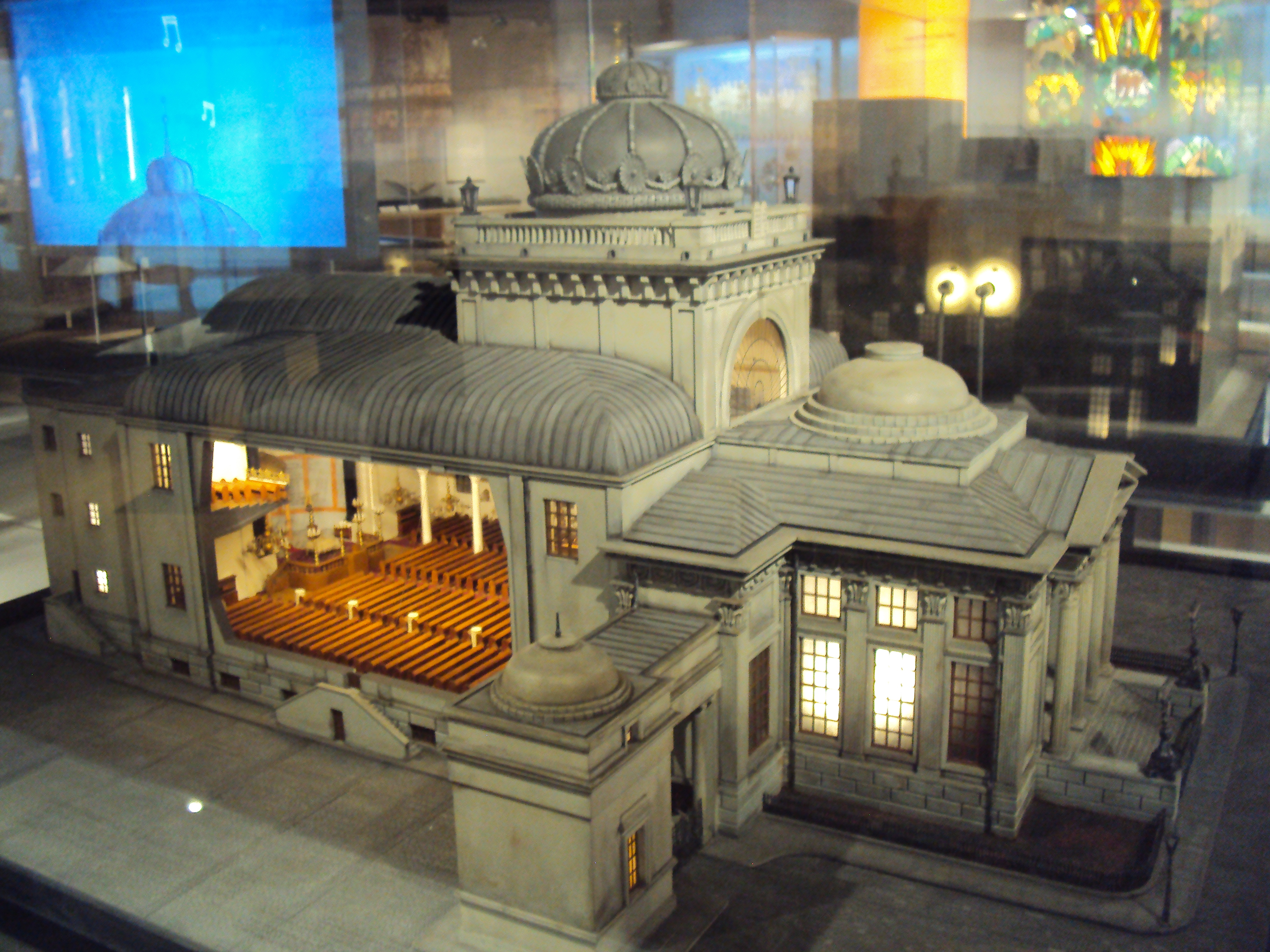
Makieta synagogi w muzeum Bet ha-Tefucot w Tel Awiwie

Po zakończeniu wojny rozważano odbudowanie synagogi, o czym świadczyć może wypowiedź byłego prezydenta Warszawy, Juliana Kulskiego: [gmach] wrósł w przedwojenny krajobraz miasta. Wkrótce jednak ruiny usunięto. Przez wiele lat miejsce po niej pozostawało puste. W latach 50. XX wieku władze miejskie podjęły decyzję o budowie na nim wieżowca.
Budowa ciągnęła się przez prawie dwa dziesięciolecia, co usprawiedliwiano w prasie nałożeniem klątwy przez rabinów. Ostatecznie, po wielu zmianach projektów, około 1976 wzniesiono stalowy szkielet budynku, obłożono go złocistymi blachami i budowa zamarła, a szkielet budynku rdzewiał. W latach 80. w prasie lokalnej pojawiły się wzmianki o kontynuacji budowy, która ruszyła pod koniec dekady, po podpisaniu umowy z jugosłowiańską firmą Generalexport-Giposs. Złociste blachy zamieniono na srebrzyste, odbijające barwę nieba, rozbudowano także podium budynku, nawiązujące kształtem do wcześniejszej synagogi.
Budowę ukończono w 1991, co tłumaczono w prasie odczynieniem klątwy przez usatysfakcjonowanych rabinów. W ramach odszkodowania w 2004 Gmina Wyznaniowa Żydowska w Warszawie otrzymała w wieżowcu trzy piętra: XVIII, XIX i XX, w których znalazły się biura różnych instytucji, a na parterze powstała sala wystaw czasowych Żydowskiego Instytutu Historycznego. Na budynku od strony ulicy Tłomackie umieszczono tablicę MSI, upamiętniającą synagogę.
Sam wieżowiec nie znajduje się dokładnie w miejscu synagogi, lecz jest przesunięty na północ w kierunku Grubej Kaśki, a podium wieżowca zajmuje miejsce zarówno dawnego skweru przed synagogą, jak i samej synagogi. Zmieniło się też całe otoczenie synagogi – w tej chwili wieżowiec przylega od strony wschodniej do Placu Bankowego, podczas gdy przed wojną była tam zabudowa zachodniej pierzei placu Tłomackie. Natomiast budynki zlokalizowane przy Placu Bankowym nosiły adres nieistniejącej dziś ulicy Rymarskiej. Wytyczono też nową ulicę Antonia Corazziego, łączącą ulicę Bielańską z Placem Bankowym przez plac po dawnej synagodze i środek przyległego dawnego ogrodu pałacu Mniszchów.
27 lipca 1966 do Archiwum Żydowskiego Instytutu Historycznego Helena Wiesflog przekazała tzw. Złotą Księgę – dokument opisujący najstarsze dzieje synagogi. Niestety, księga nie jest kompletna. Podczas przyjmowania daru Adam Rutkowski, jeden z ówczesnych dyrektorów instytutu, nie dokonał jej dokładnego opisu ani nie opaginował jej; z tego powodu nie przedstawia już wartości pełnego dokumentu archiwalnego. Wciąż jest jednak unikalnym i jedynym w swoim rodzaju dokumentem, dotyczącym Wielkiej Synagogi w Warszawie.
Fragment getta, w którym w latach 1940–1942 znajdowała się Wielka Synagoga, upamiętnia od 2008 jeden z pomników granic getta przy ulicy Bielańskiej róg A. Corazziego.

## Architektura
Wielki gmach synagogi wzniesiono na planie zbliżonym do krzyża łacińskiego, w stylu klasycystycznym z wieloma elementami empirowymi i renesansowymi. Wejście prowadziło przez wielki klasycystyczny czterokolumnowy portyk na fasadzie, z pozłacanym napisem w języku hebrajskim na jego fryzie: „Imię, które w tym przybytku zagościło, imię Wszechmocnego, niechaj sprawia, aby zamieszkały wśród nas miłość, braterstwo, spokój i zgoda”. Po obu stronach wejścia znajdowały się pięcioramienne świeczniki bożnicze. Nad głównym wejściem znajdował się napis w języku polskim: „Bogu jedynemu na chwałę za panowania Aleksandra II Cesarza Wszech Rosyi Króla Polskiego”, który był krytykowany przez wielu warszawiaków.
Główny korpus był przykryty dachem walmowym, z osadzonym na trzech pierwszych od wejściach przęsłach kwadratowym belwederem, otoczonym balustradą w narożnikach której stały niewielkie rzeźby, a od frontu stały dwie tablice Dekalogu i zwieńczonym kopułą, którą otaczała korona, co miało symbolizować główną i największą synagogę Warszawy, która pełniła dominującą rolę. Długość całego budynku wynosiła 64 metry. Na szczycie synagogi znajdowała się miedziana pozłacana kula, w której znajdowała się relacja z przebiegu budowy synagogi i jej opis, dar Henryka Reychmana.
Dalej z przedsionka mężczyźni przechodzili do wielkiej sali modlitw na parterze, kobiety zaś na galerie po jej bokach. Naprzeciwko wejścia znajdowało się podwyższenie, po bokach którego stały dwie kolumny korynckie, które miały być nawiązaniem do kolumn istniejących przy wejściu do Świątyni Jerozolimskiej opisanej w Biblii.
Główna sala modlitewna wzniesiona na planie prostokąta o wymiarach 29 na 33 metry. Nawy boczne miały o szerokość po 8,5 metra, a nawa środkowa 10,5 metra. Do sali głównej prowadził kwadratowy przedsionek o boku równym 17,5 metra, po którego bokach znajdowały się szatnie. Z zewnątrz przedsionek zwieńczony był płaską kopułką.
Nawa środkowa była przekryta sklepieniem kolebkowym na łękach sklepiennych, zamknięta półkolistą pseudoromańską absydą przekrytą sklepieniem ćwierć kulistym. Apsyda posiadała wbudowane dwie kondygnacje krużganków przeznaczonych dla chóru. Nawy boczne podzielone dwukondygnacyjnym arkadowaniem, o szerokości 2/3 nawy środkowej, były przekryte sklepieniem kolebkowym z galeriami dla kobiet wspartymi na kolumnach o korynckich głowicach, z amfiteatralnym układem ławek.
W miejscu połączenia nawy środkowej z apsydą znajdował się łuk tęczowy wsparty na gładkich kolumnach z korynckimi kapitelami, symbolizujących kolumny Jachin i Boaz, które dawniej flankowały wejście do Świątyni Jerozolimskiej. Na łuku umieszczono napis odnoszący się do Mądrości: „Jej drogi drogami miłymi, ku szczęściu wiodą wszystkie jej ścieżki. Dla tego, co strzeże jej, drzewem jest życia, a kto się jej trzyma – szczęśliwy” (Prz 3, 17-18, Biblia Tysiąclecia). Pomiędzy czaszą sklepienia apsydy a arkadami chóru umieszczono inwokację: „Słuchaj, Izraelu, Pan jest naszym Bogiem, Pan jest Jedyny”, gdzie dwukrotnie wpisano imię Boga, czyli tetragram – stworzono sytuację nie do przyjęcia dla większości warszawskich Żydów, którzy nie śmieli wypowiadać i wypisywać imienia Boga, które zastępowali zwykle skrótem – podwójną literą jud.
Synagoga posiadała bardzo bogate wyposażenie. Aron ha-kodesz, które ufundowała rodzina Natansonów, był wykonany z drewna cedrowego sprowadzonego specjalnie z Libanu. Arkę przysłaniały wspaniałe czerwone i białe, bogato haftowane parochety przetykane złotem i srebrem. Wspaniałą wyrzeźbioną w drewnie przez Gunderlacha bimę ufundował Mathias Bersohn; pulpit stał zaraz przed arką. Posadzkę bimy przykrył ozdobny dywan złożony z kwadratów utkany z inicjatywy wnuczek Antoniego Eisenbauma, pań Paprockich. Nad wnęką, w której znajdowała się Arka, znajdowało się miejsce dla chóru w postaci niewielkiej galerii arkadowej.
O ile elewacja synagogi budziła różne zastrzeżenia, to wnętrze budziło powszechny podziw:
„Całość mająca za ozdoby tylko brązowe świeczniki i takież balustrady na galeriach dookoła świątyni swą prostotą imponować musi. Za zbliżaniem się do samej głębi, powaga czerwonych i białych zasłon, złotem i srebrem przetykanych, cedrowej arki, marmurowych tablic z napisami, ołtarza, świeczników i lampy wieczystej robi prawdziwie religijne wrażenie – tu czujesz, że jesteś w świątyni”.

## Osoby związane z synagogą

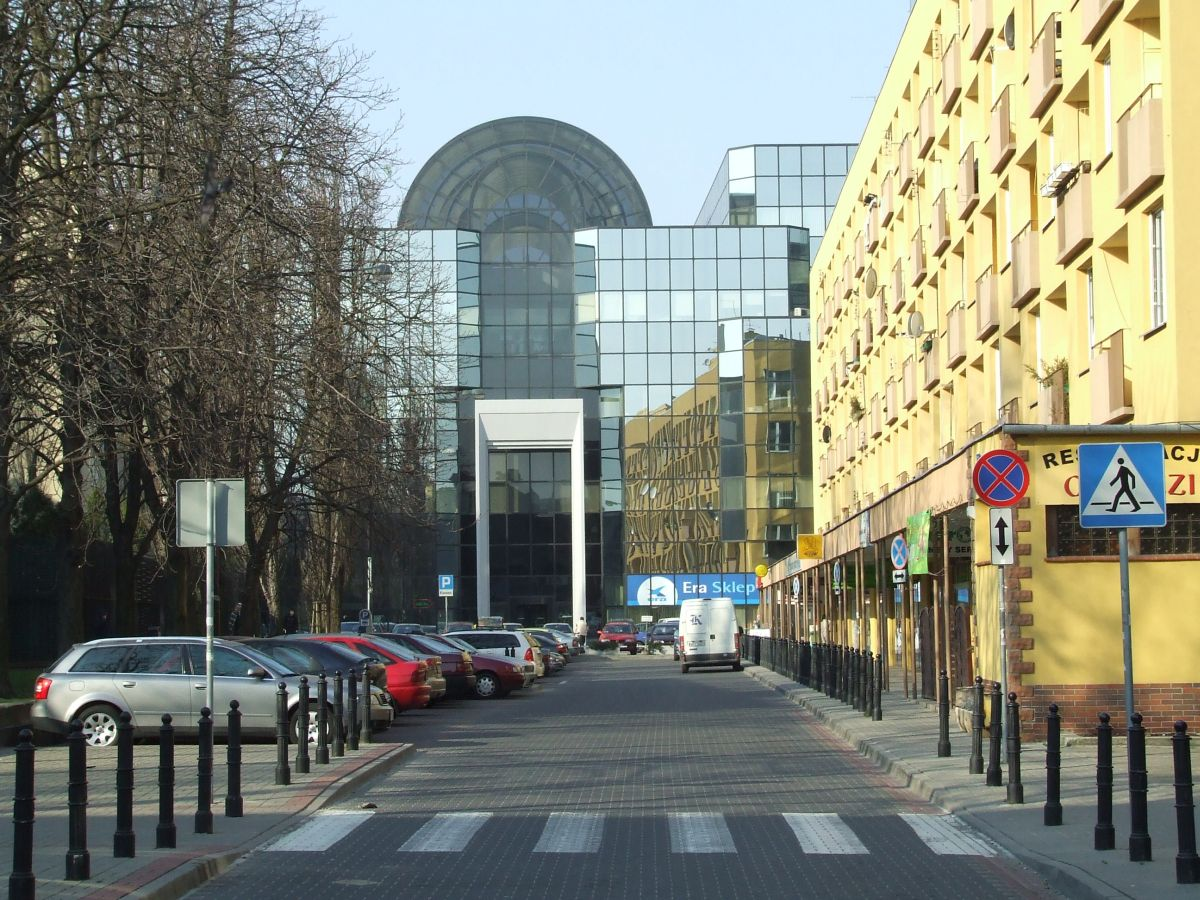
Błękitny Wieżowiec od strony ulicy A. Corazziego, część podium wieżowca w miejscu synagogi

- Mojżesz Schorr – w latach 1923–1939 naczelny rabin i kaznodzieja synagogi.
- Samuel Poznański – naczelny rabin i kaznodzieja synagogi.
- Izaak Cylkow – kaznodzieja, tłumacz, pierwszy rabin synagogi.
- Abraham Cwi Dawidowicz – wieloletni dyrygent chóru synagogalnego.
- Dawid Ajzensztadt – dyrygent chóru synagogalnego.
- Pinchas Szerman – nadkantor synagogi.
- Gerszon Sirota – nadkantor synagogi.
- Szymon Grycendler – nadkantor synagogi.
- Franciszek Salezy Lewental – członek komitetu budowy i jeden z fundatorów synagogi.
- Jakub Natanson – jeden z głównych fundatorów synagogi.
- Dawid Folman – bibliotekarz synagogi.
- Józef Hirszowicz – członek zarządu synagogi.

## Upamiętnienie
- Tablica MSI umieszczona na ścianie Błękitnego Wieżowca (od strony ul. Tłomackie)[17].
- 16 maja 2013, w 70. rocznicę wysadzenia w powietrze Wielkiej Synagogi, z inicjatywy Żydowskiego Instytutu Historycznego na skwerze znajdującym się między jezdniami al. „Solidarności” (pomiędzy ulicami Tłomackie i Bielańską) została odsłonięta tymczasowa instalacja Wielka Nieobecna – wykonana ze sklejki makieta synagogi wraz z rekonstrukcją fotograficzną otaczającej jej przedwojennej zabudowy[18].
- Makiety Wielkiej Synagogi można oglądać na wystawach stałych w Muzeum Historii Żydów Polskich[19], w muzeum Bet ha-Tefucot w Tel Awiwie[20] oraz w Parku Miniatur Województwa Mazowieckiego w Warszawie[21].